# Neuroscelio nervalis
Neuroscelio nervalis är en stekelart som beskrevs av Alan Parkhurst Dodd 1913. Neuroscelio nervalis ingår i släktet Neuroscelio och familjen Scelionidae. Inga underarter finns listade i Catalogue of Life.